# Индийска скумрия
Индийската скумрия (Rastrelliger kanagurta) е вид бодлоперка от семейство Scombridae.

## Разпространение
Видът е разпространен в Австралия, Бангладеш, Бахрейн, Бруней, Вануату, Виетнам, Гуам, Джибути, Египет, Еритрея, Йемен, Израел, Индия, Индонезия, Йордания, Ирак, Иран, Камбоджа, Катар, Кения, Китай, Коморски острови, Кувейт, Мадагаскар, Макао, Малайзия, Малдиви, Мианмар, Микронезия, Мозамбик, Нова Каледония, Обединени арабски емирства, Оман, Пакистан, Палау, Папуа Нова Гвинея, Провинции в КНР, Реюнион, Самоа, Саудитска Арабия, Северни Мариански острови, Сейшели, Сингапур, Соломонови острови, Сомалия, Судан, Тайван, Тайланд, Танзания, Токелау, Тонга, Фиджи, Филипини, Хонконг, Шри Ланка, Южна Африка и Япония. Внесен е в Ливан.